# Arachnodactylie
 Mise en garde médicale
L'arachnodactylie est une affection médicale qui provoque une déformation des doigts. Cette condition est également connue sous le nom d'achromachie et de doigts d'araignée, car elle fait que les doigts deviennent disproportionnellement longs et minces par rapport au reste de la main. L'arachnodactylie peut être une maladie congénitale, ce qui signifie qu'un enfant naît avec cette déformation du doigt, ou peut se développer après la naissance pendant l'enfance ou l'âge adulte. Cette anomalie morphologique congénitale peut toucher les doigts et les orteils, elle est caractérisée par un allongement métacarpophalangien et une hyperlaxité articulaire. Les orteils aussi peuvent être anormalement longs et minces, par rapport à la voûte plantaire. En outre, les pouces de l'individu ont tendance à être tirés vers l'intérieur vers la paume.

## Causes
Cette anomalie peut se produire seule sans problèmes de santé sous-jacents, ou elle peut être associée à certaines affections médicales, y compris le syndrome de Marfan, le syndrome d'Ehlers-Danlos, le syndrome de Loeys-Dietz, le syndrome de Beals (l'arachnodactylie contracturale congénitale), et l'homocystinurie.
L'arachnodactylie a été liée à des mutations des gènes de la fibrilline-1 et de la fibrilline-2.

## Signes cliniques
L’arachnodactylie définit des doigts longs avec 1 ou 2 signes caractéristiques : 
- Signe du poignet : en enserrant son poignet avec l’autre main il est possible de couvrir le pouce avec l’auriculaire.
- Signe du pouce : lorsque le pouce est placé dans la paume (creux de la main), son extrémité dépasse le bord de la main[7].

## Cas probables
Il reste à confirmer si la portée anormalement grande du compositeur Sergueï Rachmaninov sur le piano était le résultat d'une arachnodactylie due au syndrome de Marfan, car le pianiste ne présentait aucun autre signe de la maladie.